# اوست-کیودا
اوست-کیودا (به لاتین: Ust-Kivda) یک منطقهٔ مسکونی در روسیه است که در استان آمور واقع شده‌است.